# Мацієвський Євген Йосипович
Євген Мацієвський (1845—1910) — російський воєначальник, генерал від інфантерії (1907), учасник придушення польського повстання 1863—1864 рр., походів у Середню Азію 1860-х років, російсько-турецької війни 1877—1878 рр.

## Біографія
У 1863 році закінчив 2-й Санкт-Петербурзький кадетський корпус; з 12 червня 1863 — підпоручик 14-го піхотного Олонецького полку; 29 серпня 1867 року був проведений у поручники.
1870 року закінчив Миколаївську академію Генерального штабу за 2-м розрядом. З 2 січня 1871 — помічник старшого ад'ютанта штабу Фінляндського військового округу. З 3 квітня 1873 — штабс-капітан. З 6 по 12 грудня 1874 — репетитор 2-го військового Костянтинівського училища, з 30 серпня 1876 — підполковник, прикомандований до ГУВНЗ. З 4 листопада 1876 — складався для особливих доручень при штабі 11-ї, а з 23 березня 1877 — при штабі 9-ї армії.
З 13 листопада 1877 року — завідувач пересуванням військ Курсько-Харково-Азовською, Харково-Миколаївською, Костянтинівською та Лозово-Севастопольською залізницями. З 30 серпня 1877 — полковник, з 1 червня 1877 — начальник Чугуївського піхотного юнкерського училища, з 8 лютого 1879 — командир 78-го резервного піхотного (кадрового) батальйону.
З 1882 — в.д. начальника 15-ї місцевої бригади, з 4 лютого 1888 — командир 7-го гренадерського Самогітського полку (Москва), з 16 березня 1893 — генерал-майор, командир 2-ї бригади 17-ї піхотної дивізії (Замостя).
З 27 травня 1893 — військовий губернатор Забайкальської області, командувач військами і наказний отаман Забайкальського козачого війська, з 30 вересня 1900 — генерал-лейтенант . Почесний громадянин міста Чити. При ньому у Читі створено відділення Приамурського відділення Імператорського Російського Географічного товариства. В 1901 закінчилося будівництво Маньчжурської залізничної гілки. Завершено реформування війська, зокрема створення знаменитих забайкальських козацьких полків: Читинського, Верхньоудинського, Нерчинського та Аргунського. Було відкрито безліч освітніх закладів, починаючи від парафіяльних шкіл та закінчуючи обласним музеєм, у тому числі ремісниче училище імені Миколи Другого, який ще будучи цесаревичем підтримав ідею його будівництва, тому училище назвали його ім'ям.
З 19 квітня 1901 по 14 листопада 1904 і з 31 серпня 1906 по 1907 — помічник генерал-губернатора Туркестану і командувача військами Туркестанського військового округу, з 14 листопада 1904 по 1906 — командир 1-го Туркестанського армійського корпусу. У 1907 р. — звільнений у відставку з переведенням у генерали від інфантерії.

## Нагороди
- Орден Святого Станіслава з мечами та бантом 3-го ступеня (1867)
- Орден Святого Володимира 4-го ступеня(1867)
- Орден Святого Станіслава 2-го ступеня (1872)
- Золота шабля «За хоробрість» (1877)
- Орден Святої Анни 2 ступеня (1882)
- Орден Святого Володимира 3-го ступеня (1883)
- орден Святого Станіслава 1-го ступеня (1895)
- орден Святої Анни 1-го ступеня (1899)

Іноземні нагороди
- командирський хрест 2-го класу Ордену Меча (1878).

## Сім'я
Мав 7 дітей, один із синів — генерал Георгій Євгенович Мацієвський.